# Ferdinand Munier
Pour les articles homonymes, voir Munier.
Ferdinand Munier, né le 3 décembre 1887 à National City en Californie et mort en 27 mai 1945 à Hollywood, est un acteur américain.
Il a joué notamment des rôles de sénateurs, présidents, ambassadeurs, colonels, généraux, ministres, juges, majordomes, aussi bien dans des films muets que pour le cinéma parlant.

## Filmographie
- 1926 : The Dixie Flyer
- 1931 : Ambassador Bill de Sam Taylor
- 1932 : After Tomorrow de Frank Borzage
- 1933 : Les Faubourgs de New York
- 1933 : Le Retour de l'étranger
- 1934 : Le Comte de Monte-Cristo : Louis XVIII
- 1935 : Le Conquérant des Indes
- 1935 : Roberta de William A. Seiter
- 1936 : The Bold Caballero de Wells Root
- 1936 : Le Roman de Marguerite Gautier de George Cukor
- 1936 : L'Ange blanc
- 1937 : High Hat
- 1938 : Trois Camarades de Frank Borzage
- 1939 : Tout se passe la nuit d'Irving Cummings
- 1941 : Une épouse modèle de  Leigh Jason
- 1944 : Lake Placid Serenade (en)
- 1945 : Secret Agent X-9 (en)
- 1945 : En route vers l'Alaska
- 1946 : One More Tomorrow de Peter Godfrey